# Elgon méh

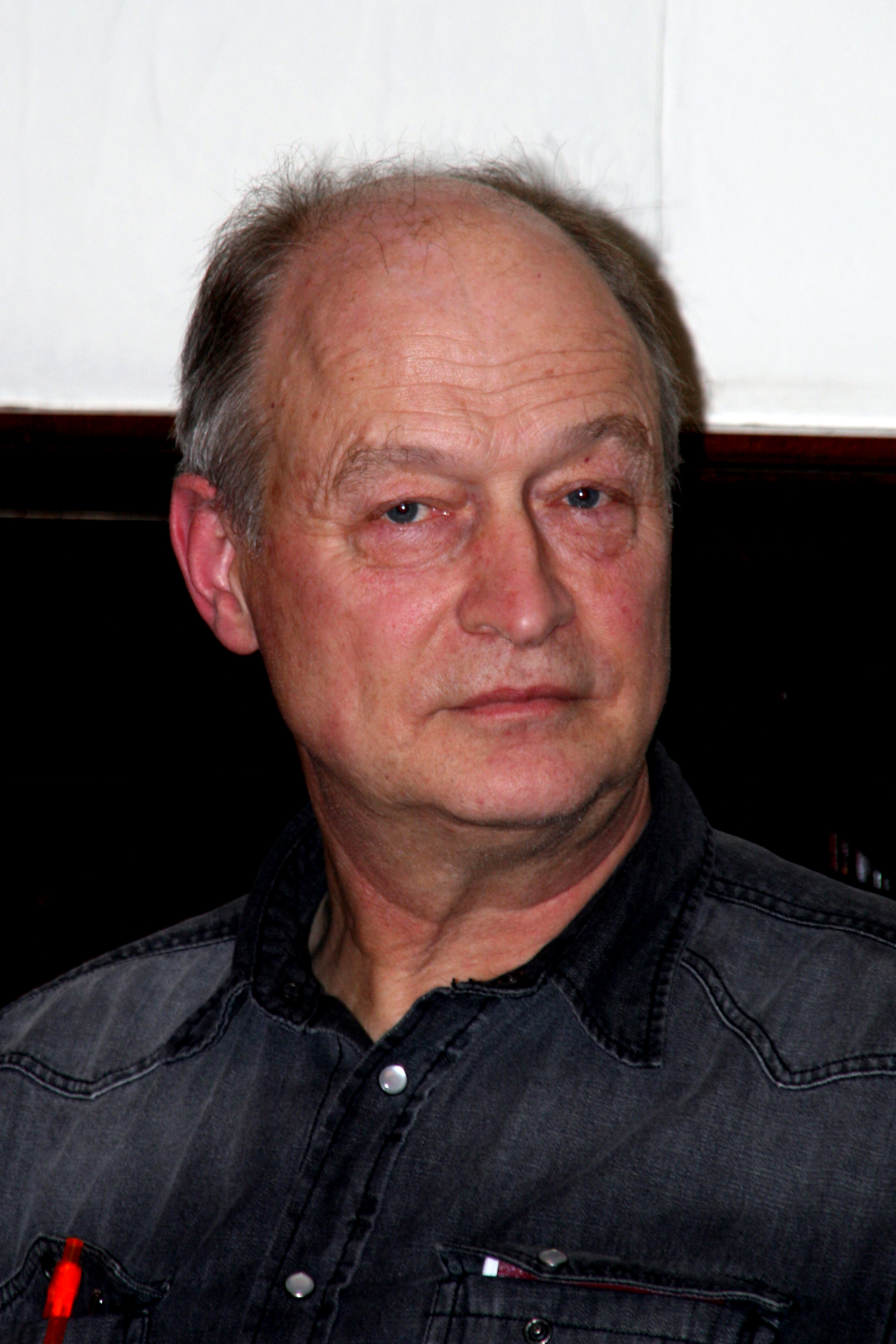
Erik Österlund, a tenyésztő

Az elgon méh a házi méh egy kitenyésztett fajtája. Az Elgon-hegyről nevezték el, ami egy kialudt vulkán Kenya és Uganda között, ahonnan néhány anyát és herét vittek Svédországba. A kelet-afrikai méh (A.m. monticola) egy kis elterjedési területű fajta, ami csak Közép-Afrikában él 2000 méteres tengerszint fölötti magasság fölött. A kelet-afrikai felföldi méhhel szemben a monticola szelíd. Svédországban keresztezték a buckfast méhhel. A harmadik ős a szaharai méh volt. Az 1990-es években stabilizálódott, és ekkor nevezték el. 2000 óta a svéd Erik Österlund üzemszerűen szaporítja. Az elgon méh Erik Österlund védett márkajegye. A tenyésztés egyik célja, hogy a méh ne atkásodjon. Szelíd, egészsége jó.

## Fordítás
Ez a szócikk részben vagy egészben  az   Elgonbiene című német Wikipédia-szócikk fordításán alapul.  Az eredeti cikk szerkesztőit annak laptörténete sorolja fel. Ez a jelzés csupán a megfogalmazás eredetét és a szerzői jogokat jelzi, nem szolgál a cikkben szereplő információk forrásmegjelöléseként.